# Джерело-криниця (пам'ятка природи)
Джерело-криниця — гідрологічна пам'ятка природи місцевого значення в Україні. Розташована біля автошляху Е101, неподалік від с. Бистрик.
Площа — 0,06 га. Статус надано 22.12.1982 року. Перебуває у віданні ДП «Кролевецьке лісомисливське господарство» (Гружчанське лісництво, кв. 34, вид. 8).
Охороняється місце виходу на поверхню унікального гідрогеологічного утворення — самовитічного джерела води доброї
питної якості, пов'язаного з історією краю. Використовується місцевими жителями для святкувань та релігійних обрядів.